# Alexítico
Alexis Morales, mais conhecido como Alexítico (Catemu, 8 de janeiro de 1974) é um cantor, compositor e  produtor musical chileno de cúmbia, atual líder do grupo La Noche. Suas composições contribuíram para o renascimento da cúmbia chilena em 2007, junto ao grupo La Noche.

## Discografia
Álbuns de estúdio
- 2000: Pasión caliente
- 2001: Te Lo Dice
- 2006: Amor Entre Sabanas
- 2008: En tu cuarto
- 2009: La Noche Buena
- 2010: Sígueme

Álbuns ao vivo
- 2007: En Vivo
- 2009: En Vivo (Viña 2009)
- 2012: El Reencuentro

DVD
- 2007: En Vivo
- 2009: La Noche Karaoke
- 2009: En Vivo (Viña 2009)

### Singles (solo)
| Ano  | Canção                   | Posição | Álbum              |
| Ano  | Canção                   | CHI     | Álbum              |
| ---- | ------------------------ | ------- | ------------------ |
| 2008 | "Que nadie se entere"    | 1       | Amor entre sábanas |
| 2008 | "Es el amor"             | 9       | Amor entre sábanas |
| 2008 | "Quiero ser libre"       | 23      | En tu cuarto       |
| 2009 | "Rico y suave"           | 14      | En tu cuarto       |
| 2009 | "Mal amor"               | 25      | En tu cuarto       |
| 2009 | "Feliz Navidad"          | —       | La Noche Buena     |
| 2010 | "Dame tu swing"          | 30      | Sígueme            |
| 2010 | "Si me dices adiós"      | 23      | Sígueme            |
| 2008 | "Lástima"                | 66      | Amor entre sábanas |
| 2009 | "La última vez"          | 90      | En tu cuarto       |
| 2009 | "Mentiroso"              | 100     | En tu cuarto       |
| 2009 | "Se apagó la luz"        | 96      | En tu cuarto       |
| 2009 | "Esta noche por 3 horas" | 68      | En tu cuarto       |
| 2009 | "Pechos calientes"       | 84      | La Noche: En vivo  |
| 2009 | "Blanca Navidad"         | 82j     | La Noche Buena     |
| 2009 | "El burrito sabanero"    | 98      | La Noche Buena     |
| 2010 | "Xururu"                 | 74      | Sígueme            |

### Colaborações
| Ano  | Canção                     | Posição | Álbum |
| Ano  | Canção                     | CHI     | Álbum |
| ---- | -------------------------- | ------- | ----- |
| 2010 | "Ay ay ay" (con DJ Méndez) | 17      | 210   |

### Sngles (solo)
| Ano  | Canção                        | Posição | Álbum       |
| Ano  | Canção                        | CHI     | Álbum       |
| ---- | ----------------------------- | ------- | ----------- |
| 2013 | "Un Millon de Estrellas"      | -       | Promocional |
| 2013 | "Cierra La Puerta Por Dentro" | 5       | Promocional |
| 2013 | "Maldito Corazón"             | 3       | Promocional |
| 2013 | "El Casado"                   | 10      | Promocional |